# سرگئی یسنین
سرگئی آلکساندروویچ یسنین (به روسی: Серге́й Алекса́ндрович Есе́нин) ‏(زاده ۳ اکتبر ۱۸۹۵ – درگذشته ۲۸ دسامبر ۱۹۲۵) شاعر روس و یکی از محبوب‌ترین شاعران روسیه در قرن بیستم بود. یسنین در ۲۸ دسامبر ۱۹۲۵ در حالی که به شدت مورد دشمنی بولشویکها بود رگ مچ دست خود را زد، آخرین سطور شعرش را با خون خود نوشت و خود را حلق آویز کرد.
بدرود دوست من
بی آن که دست‌ها را بفشاریم و حرفی بزنیم
غمگین مباش
خم به ابرو نیاور
دراین زندگی، مردن چندان تازگی ندارد
و زیستن نیز دیگر چیز تازه ایی نیست
لئون تروتسکی در جایی می‌نویسد، یِسنین از دستمان رفت، شاعری خوب و اصیل، شاعری چنین باطراوت و خوشایند. به ارادهٔ خود رفت و در واپسین دم حیات با خون خود وداع گفت، با دوستی ناشناس- با همهٔ ما شاید.
ریشه‌های یسنین سخت مردمی است، و این زمینهٔ «مردمی» او نیز مانند همهٔ ابعاد زندگی وی ساختگی نبود، دلیل آن نه در شعرهای شورشی او که باز هم در تغزل او است:
در بیشه‌های خلیج، نزدیک شیب تپه‌ها، پاییز آمده‌است، پاییزی لطیف… مادیان حنایی رنگی یال می‌افشاند.

## زندگی

### سال‌های اولیه
سرگئی یسنین در کونستانتینووو (Konstantinovo) در استان ریازان (Губерния، Gubernia) از امپراتوری روسیه در یک خانواده دهقان به دنیا آمد. او بیشتر دوران کودکی خود را با پدربزرگ و مادربزرگش، که او را پرورش دادند به سر برد. او در سن ۹ سالگی شروع به نوشتن شعر کرد.
در سال ۱۹۱۲، یسنین به مسکو رفت، که در آن او خود را با کار به عنوان یک مصحح در یک شرکت چاپ روزگار می‌گذراند. سال بعد او در دانشگاه شانیاوسکی مسکو به عنوان یک دانشجوی خارجی ثبت نام کرد و به مدت یک سال و نیم در آنجا به تحصیل پرداخت. اشعار اولیه او از فرهنگ مردم روسیه الهام گرفته بود. در سال ۱۹۱۵، او به پتروگراد رفت، جایی که او با الکساندر بلوک، سرگئی گورودتسکی، نیکولای کلیو و آندره بلی از شاعران معاصرش آشنا شد و به خوبی در محافل ادبی شناخته شد. بلوک در حرفه‌ای شدن یسنین عنوان یک شاعر نقش به خصوص داشت. یسنین می‌گفت که بلی معنای تغزل بلوک و کلیو را به او آموخت.

### زندگی و حرفه
در سال ۱۹۱۶، یسنین اولین کتاب شعرش رادونیتسا(Радуница: روسی) را منتشر کرد. از طریق مجموعه شعرهای حزن‌انگیز خود در مورد عشق و زندگی ساده، او به یکی از شاعران محبوب روزگار خود تبدیل شد. ازدواج اول او در سال ۱۹۱۳ با آنا ایزیادنوا (Izryadnova) هم کارش در خانه چاپ و نشر بود که حاصل این ازدواج یک پسر به نام یوری بود.
از سال ۱۹۱۶ تا سال ۱۹۱۷ در هنگام جنگ جهانی اول، یسنین به خدمت نظام فراخوانده شد، اما به زودی پس از انقلاب اکتبر سال ۱۹۱۷ روسیه، و خروج این کشور از جنگ جهانی اول این دوران به پایان رسید. با اعتقاد به این که انقلاب یک زندگی بهتر را برای مردم روسیه ایجاد خواهد کرد، یسنین مختصراً از آن حمایت کرد، اما به زودی از از کار خود پشیمان شد. او گاهی اوقات حکومت بلشویکی را در اشعار خود مانند شعر " خشونت‌های اکتبر مرا فریب داد " مورد انتقاد قرار می‌داد.
در اوت سال ۱۹۱۷ یسنین برای بار دوم و این بار با زینایدا رایخ (Zinaida Raikh) ازدواج کرد (سپس با یک بازیگر و همسر وسوولد میرهولد (Vsevolod Meyerhold)). آن‌ها دارای دو فرزند، یک دختر به نام تاتیانا و یک پسر به نام کنستانتین شدند. پدر و مادر در اثر اختلاف قبل از طلاق در سال ۱۹۲۱ برخی اوقات به‌طور جداگانه زندگی می‌کردند. تاتیانا یک نویسنده مشهور شد، و کنستانتین یسنین به یک کارشناس فوتبال شناخته شده تبدیل شد.
در سپتامبر سال ۱۹۱۸، یسنین خانه چاپ و نشر خود را به نام " شرکت کار از هنرمندان جهان " (Трудовая Артель Художников Слова) تأسیس کرد. او همراه با آناتولی میرانیوف (Marienhof)، جنبش ادبی " خیال گرایی " روسی را پایه‌گذاری کردند.
در پاییز سال ۱۹۲۱، در حالی که از سالن نقاش گئورگی یاکولف (Yakulov) دیدار می‌کرد، با یک رقصنده آمریکایی به نام ایزادورا دانکن، آشنا شد. دانکن که تنها ده کلمه در روسی می‌دانست، قادر به تکلم هیچ زبان خارجی نبود. آن‌ها در ۲ مه سال ۱۹۲۲ ازدواج کردند. یسنین همسر مشهور خود را در سفر به اروپا و ایالات متحده همراه داشت. ازدواج او با دانکن کوتاه بود و در ماه مه سال ۱۹۲۳، او به مسکو بازگشت.
در سال ۱۹۲۳ یسنین با یک بازیگر به نام آگوستا میکلاشوسکایا (Miklashevskaya) رابطه عاشقانه برقرار کرد کسی که او چند شعر عاشقانه در مورد او سرود. در همان سال او صاحب یک پسر از نادژدا وولفین (Volpin) شد. پسر آنها، الکساندر یسنین - وولفین بزرگ شد و به یک شاعر و فعال برجسته در جنبش‌های مخالف اتحاد جماهیر شوروی در دهه ۱۹۶۰ تبدیل شد. او در ایالات متحده به عنوان یک ریاضیدان معروف و معلم زندگی می‌کند.
در سال ۱۹۲۵ یسنین با همسر چهارم خود سوفیا آندرینوا تولستوی (Andreyevna Tolstaya) نوه لئو تولستوی آشنا شد.

### مرگ
در ۲۸ دسامبر سال ۱۹۲۵ یسنین در اتاق خود در هتل آنگلتغ (Angleterre) مرده پیدا شد. آخرین شعر او " خداحافظ دوست من، خداحافظ " (свиданья До، друг мой، до свиданья) بنابه گفته گرگ الریخ روز قبل از آن به او داده شده بود. یسنین شکایت کرده بود که هیچ جوهری در اتاق موجود نبود، و او مجبور شده بود آخرین نوشته خود را با خون خود بنویسد.
بنابر قولی که در حال حاضر در میان محققان دانشگاهی رایج است، شاعر در حالت افسردگی (یک هفته پس از پایان درمان در یک بیمارستان روانی) خودکشی (با به دار آویختن خود) کرده‌است.
پس از مراسم تشییع جنازه در اتحادیه شاعران لنینگراد بدن یسنین با قطار به مسکو، جایی که آنجا نیز مراسم وداع با مشارکت اقوام و دوستان ترتیب داده شده بود منتقل شد. او در ۳۱ دسامبر سال ۱۹۲۵ در مسکو در آرامستان واگانکوفسکوی (Vagankovskoye) به خاک سپرده شد. قبر او توسط یک مجسمه از سنگ مرمر سفید مشخص شده‌است.

## آثار
- شورش
- ولگرد (۱۹۱۹)
- نامه‌ای به مادر (۱۹۲۴)
- پوگاچف (۱۹۲۱)
- در مایه‌های ایرانی (ترجمه فارسی از حمیدرضا آتش‌برآب)
- اعترافات یک ولگرد (۱۹۲۴)